# فرنسواز أميرة أورليان
فرنسواز إيزابيل لويس ماري (بالفرنسية: Françoise d'Orléans) ولدت في الخامس والعشرين من ديسمبر في باريس، هي أميرة أورليان و لقبت بعد الزواج بأميرة اليونان والدنمارك. كانت من افراد الأسرة المالكة اليونانية وايضًا حفيدة لويس فيليب الأول. تزوجت من كريستوفر أمير اليونان والدنمارك في الوقت الذي كان غير شائع زواج كاثوليكية من غير كاثوليكي، حيث كانت تابعة للكنيسة الرومانية الكاثوليكية وهو تابع للكنيسة اليونانية الارسوذوكسية.